# Pesmes
Pesmes [pɛm] est une commune française située dans le département de la Haute-Saône, la région culturelle et historique de Franche-Comté et la région administrative Bourgogne-Franche-Comté.
Pesmes occupe une position stratégique en étant située sur les rives de l'Ognon et proche du carrefour entre un axe reliant Besançon, située à 35 kilomètres à vol d'oiseau vers l'est, et Dijon, à 40 kilomètres en direction de l'ouest, et d'un axe nord-sud reliant les villes de Gray et Dole toutes deux distantes d'une vingtaine de kilomètres.
La cité s'est développé dès l'Antiquité sur un rocher dominant la rivière. En 1660, des forges sont créées pour exploiter les minerais de fer environnants, ouvrant une ère de prospérité pour la localité. La ville compte jusqu'à 1 825 habitants en 1861. En 2022, sa population s'élève à 1 082 habitants.
Aujourd'hui, Pesmes est un des principales destinations touristiques de la Haute-Saône, bénéficiant des labels Cité de Caractère de Bourgogne-Franche-Comté et Les plus beaux villages de France. Dix édifices sont protégés au titre des monuments historiques, dont l'enceinte médiévale, le château, l'église Saint-Hilaire et la maison royale. Elle offre par ailleurs à ses visiteurs un camping, un hôtel, plusieurs restaurants, un musée et une base nautique.

## Géographie

### Situation

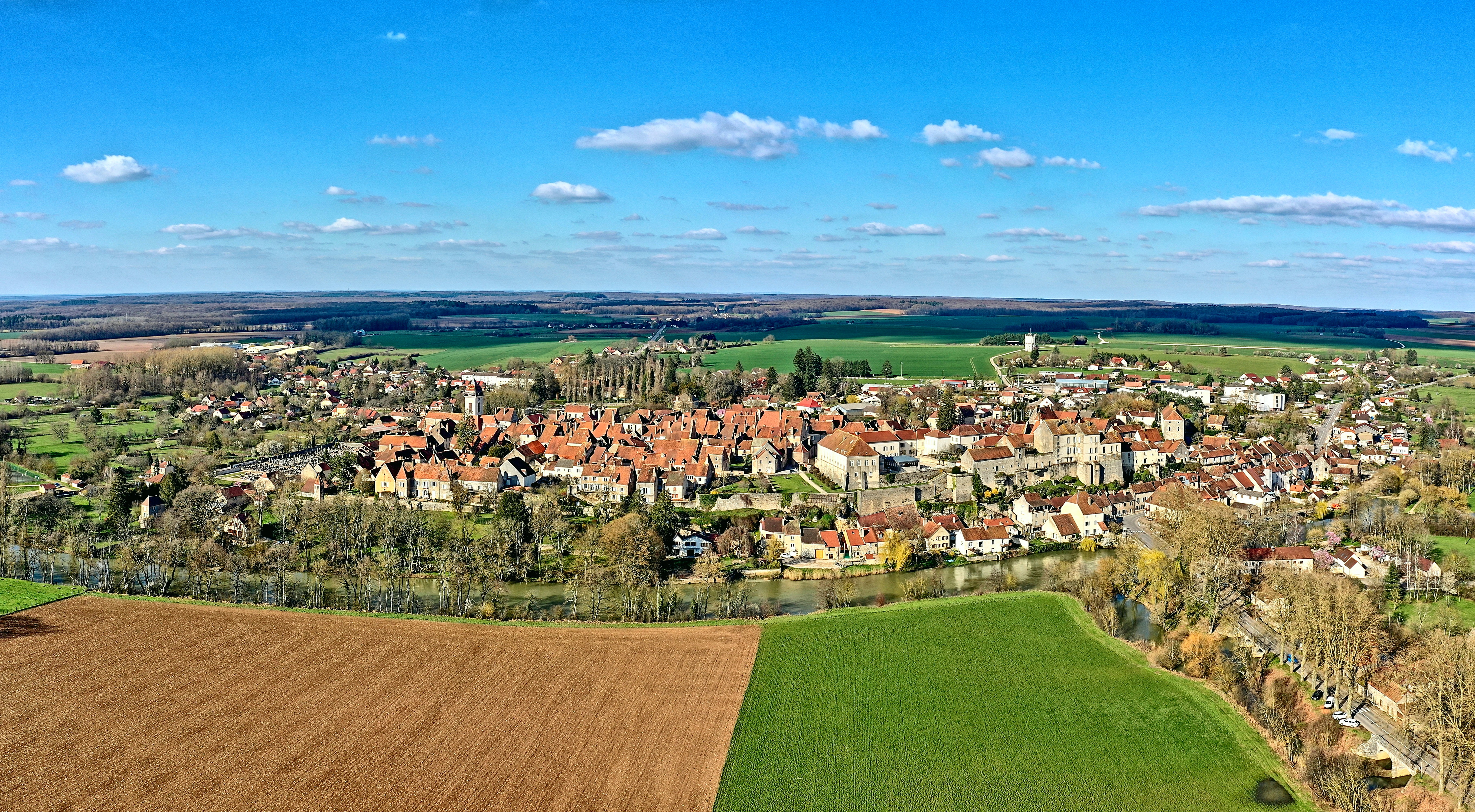
Vue générale du village au bord de l'Ognon.

La commune de Pesmes est située en région Bourgogne-Franche-Comté, à l'extrémité sud-ouest du département de la Haute-Saône. Son territoire est limitrophe du département du Jura et éloigné de moins de 400 m du département de la Côte-d'Or. Les grandes villes les plus proches sont Besançon, située à 35 km à vol d'oiseau vers l'est, Dijon, préfecture de région, située à 40 km en direction de l'ouest, et les villes de Dole distante de 22 km au sud et de Gray à 19 km au nord. Paris, la capitale, se trouve à 296 km au nord-ouest et Vesoul, préfecture du département de la Haute-Saône, se trouve à 59 km au nord-est.

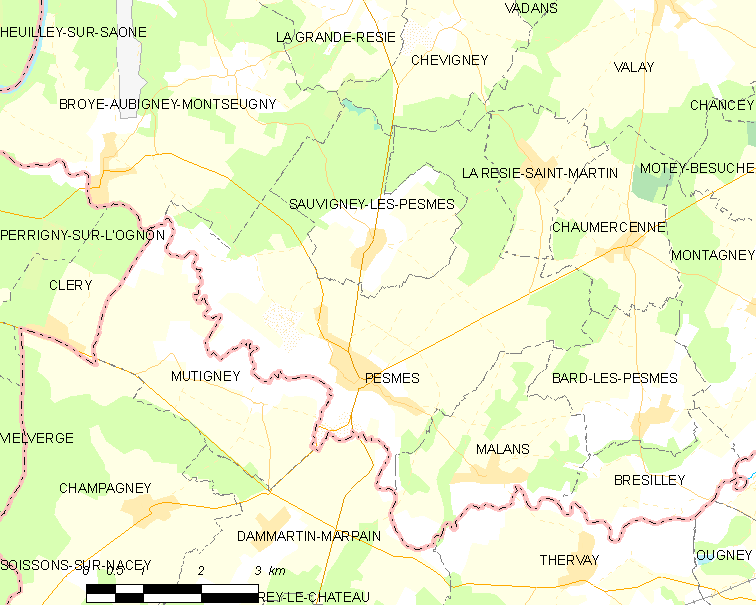
Carte de la commune de Pesmes et des proches communes.

Le territoire communal est limitrophe de dix autres communes. Les limites communales de Pesmes sont délimitées, dans le « sens des aiguilles d'une montre », par les villages de Sauvigney-lès-Pesmes et de Chevigney, situés respectivement à 2 km et 6 km en direction du nord ; par les communes de Valay et La Résie-Saint-Martin, localisées respectivement à 8 km et 5 km en direction du nord-est ; par celles de Chaumercenne et Bard-lès-Pesmes, situées à 5 km à l'est ; par le village de Malans, localisé à 3 km en direction du sud-est ; par la commune de Dammartin-Marpain située à 3 km au sud ; par le village de Mutigney situé à 2 km vers l'ouest et par la commune de Broye-Aubigney-Montseugny localisée à 6 km en direction du nord-ouest ; Toutes les distances en kilomètres sont exprimées « à vol d'oiseau » de chef-lieu communal à chef-lieu communal.

### Géologie et relief
La superficie de la commune est de 1 864 hectares ; son altitude varie de 188 à 290 mètres. Le point le plus bas se situe à l'endroit où l'Ognon quitte le territoire communal et son point culminant dans le Bois du Gâtis au niveau de la limite avec la commune de Chaumercenne. Le centre-ville, situé à une altitude comprise entre 200 et 215 mètres, surplombe la rivière située de dix à quinze mètres en contrebas.
Le village s'est implanté sur la bordure d'un plateau calcaire qui domine la rivière Ognon, affluent de la Saône.

### Hydrographie
La commune de Pesmes est traversée principalement par Ognon, qui traverse son territoire sur un peu plus de 10 km. Un deuxième cours d'eau, de bien moindre importance, est présent : le Bief Rouge, qui traverse la commune de Sauvigney-lès-Pesmes avant de rejoindre l'Ognon en aval de Pesmes.

### Climat
Pour des articles plus généraux, voir Climat de la Bourgogne-Franche-Comté et Climat de la Haute-Saône.
En 2010, le climat de la commune est de type climat océanique dégradé des plaines du Centre et du Nord, selon une étude du Centre national de la recherche scientifique s'appuyant sur une série de données couvrant la période 1971-2000. En 2020, Météo-France publie une typologie des climats de la France métropolitaine dans laquelle la commune est exposée à un climat semi-continental et est dans la région climatique  Lorraine, plateau de Langres, Morvan, caractérisée par un hiver rude (1,5 °C), des vents modérés et des brouillards fréquents en automne et hiver. 
Pour la période 1971-2000, la température annuelle moyenne est de 10,6 °C, avec une amplitude thermique annuelle de 18 °C. Le cumul annuel moyen de précipitations est de 922 mm, avec 12,1 jours de précipitations en janvier et 8,5 jours en juillet. Pour la période 1991-2020, la température moyenne annuelle observée sur la station météorologique de Météo-France la plus proche, « Cugney », sur la commune de Cugney à 15 km à vol d'oiseau, est de 11,2 °C et le cumul annuel moyen de précipitations est de 958,2 mm. 
La température maximale relevée sur cette station est de 40 °C, atteinte le 31 juillet 2020 ; la température minimale est de −17 °C, atteinte le 20 décembre 2009,,. 
Les paramètres climatiques de la commune ont été estimés pour le milieu du siècle (2041-2070) selon différents scénarios d'émission de gaz à effet de serre à partir des nouvelles projections climatiques de référence DRIAS-2020. Ils sont consultables sur un site dédié publié par Météo-France en novembre 2022.

## Urbanisme

### Typologie
Au 1er janvier 2024, Pesmes est catégorisée bourg rural, selon la nouvelle grille communale de densité à sept niveaux définie par l'Insee en 2022.
Elle est située hors unité urbaine et hors attraction des villes,.

### Occupation des sols
L'occupation des sols de la commune, telle qu'elle ressort de la base de données européenne d’occupation biophysique des sols Corine Land Cover (CLC), est marquée par l'importance des territoires agricoles (66,9 % en 2018), en diminution par rapport à 1990 (69,3 %). La répartition détaillée en 2018 est la suivante : 
terres arables (45,5 %), forêts (27,2 %), prairies (18,1 %), zones urbanisées (5,8 %), zones agricoles hétérogènes (3,2 %). L'évolution de l’occupation des sols de la commune et de ses infrastructures peut être observée sur les différentes représentations cartographiques du territoire : la carte de Cassini (XVIIIe siècle), la carte d'état-major (1820-1866) et les cartes ou photos aériennes de l'IGN pour la période actuelle (1950 à aujourd'hui).

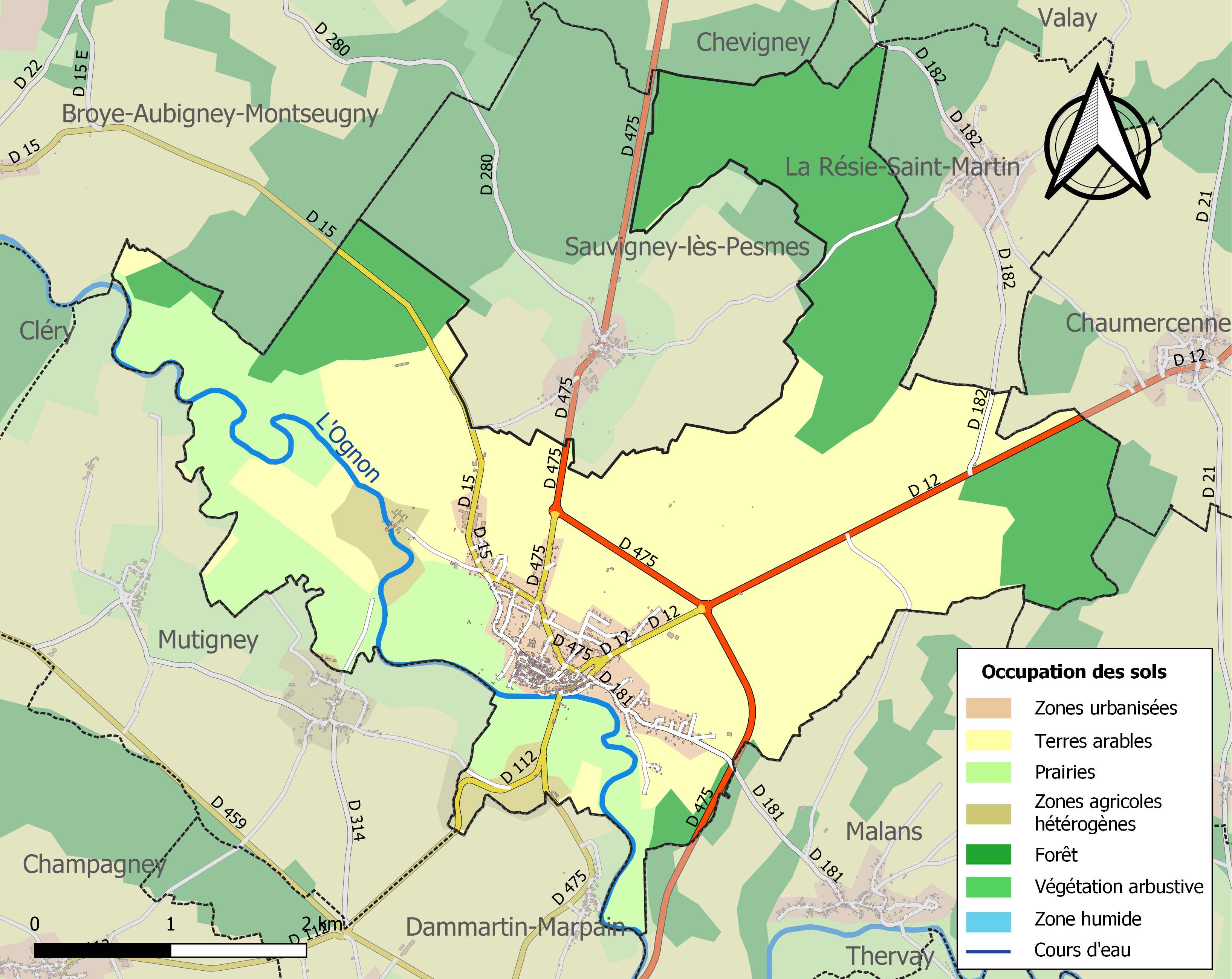
Carte des infrastructures et de l'occupation des sols de la commune en 2018 (CLC).

### Lieux-dits et hameaux
La liste suivante récapitule, de manière non exhaustive, l'ensemble des lieux-dits et hameaux appartenant au territoire communal :
- À la Barre
- Au Gaty
- Au Grand Jardin
- Au Mouillet
- Aux Épaches
- Aux Tromarères
- Aux Varves
- Aux Vergers
- Bas de Coutance
- Bas de la Bouloye
- Bas de Mauvernois
- Champs Bozon
- Combe du Saule
- Corvée de Fémelouse
- Corvée de Maupinot
- Corvée Mounias
- Corvée Saint-Roch
- Croix de Valay
- Croix Rouge
- Cugnot Bouton
- Dame Jacques
- Dennezer
- Derrière la Cure
- Devant Saint-Roch
- En Crautot
- En Vieux Chemin de Dame Ja
- Essart Martin Raguet
- Forges de Pesmes
- Grand Champois
- Grand Jardin
- Hameau du Glanot
- Hermitage
- L'Aigle d'Angre
- L'Hermitage
- La Bannie
- La Colombière
- La Commandrie
- La Corvée Saint-Roch
- La Cuderie
- La Cuissarde
- La Fenotte
- La Grappe
- La Ligerie
- La Perche
- La Platère
- La Tête du Gros Bois
- La Tuilerie
- Le Bief Rouge
- Le Bois des Chazeaux
- Le Defoy
- Le Félot de Pesmes
- Le Félot de Sauvigney
- Le Gaty
- Le Grand Jardin
- Le Gros Bois
- Le Parc
- Le Pommeret
- Le Port Saint-Pierre
- Les Barcelines
- Les Bellevaudes
- Les Bolottes
- Les Bouloyes
- Les Cagueres
- Les Capucins
- Les Champs Bozon
- Les Chenevières de Glanot
- Les Épaches
- Les Essarts du Haut
- Les Faux Courbes
- Les Grandes Raies
- Les Grésilles
- Les Mignautes
- Les Minières
- Les Moncoutes
- Les Plantes Saint-Pierre
- Les Récies
- Les Valentines
- Loi Liénard
- Noyer Baquet
- Pesmes
- Petites Varves
- Place du Portail
- Planches Quenard
- Plante Neuve Fin
- Plantes Saint-Pierre
- Pré de l'Île Melon
- Pré des Essarts
- Pré Poucot
- Prés de Theuriot
- Prés du Moulin
- Prés Sous le Bourg
- Prés Vers Coulance
- Rang de l'Enfer
- Sentier de Glanot
- Sous la Roche
- Sous le Bourg
- Sur Coulange
- Sur Coutance
- Sur Theuriot
- Theuriot
- Vignes de la Clais
- Vignes Jean Grange

### Logement
Au recensement de 2019, la commune comptait 667 logements dont 525 étaient des résidences principales, 90 des logements vacants et 52 des résidences secondaires. Le nombre de logements situé dans des immeubles collectifs s'élève à 115 appartements, soit 17.3 % du total, et 551 maisons individuelles. Sur les 525 résidences principales construites avant 2016 que compte la commune, 139 (26.4 %) ont été achevées avant 1919, 279 (53.2 %) entre 1919 et 1990, et 107 (20.4 %) de 1991 à 2015. L'ancienneté d'emménagement dans la résidence principale montre que sur les 1 031 habitants de la commune au recensement de 2019, 543 ont emménagé depuis 10 ans ou plus, 362 depuis 2 à 9 ans et 127 depuis moins de 2 ans.
| 1968 | 1975 | 1982 | 1990 | 1999 | 2008 | 2013 | 2019 |
| ---- | ---- | ---- | ---- | ---- | ---- | ---- | ---- |
| 418  | 493  | 564  | 547  | 575  | 607  | 644  | 667  |

### Transport et voies de communication
L'axe routier principal traversant la commune de Pesmes est la route départementale 475 qui relie Dole à Gray : cette route traversait le cœur du village jusqu'à la mise en service d'une déviation en décembre 2013. La route départementale 12 est le deuxième axe d'importance qui part du sud de la commune, à la limite du département du Jura, et permet de rejoindre les villes situées au nord-est, notamment Gy et Vesoul. Pour la desserte locale, la route départementale 15 relie la commune au village de Broye-lès-Pesmes situé à l'ouest et la route départementale 181 permet d'atteindre Malans au sud-est. Les échangeurs autoroutiers les plus proches sont situés à vingt kilomètres au sud par la route, il s'agit des sorties no 2 Dole  et no 2.1 Gendrey de l'A36 dite La Comtoise (Beaune-Mulhouse). À 25 km se trouve également la sortie no 5 Soirans de l'A39 dite L'autoroute verte (Dijon-Bourg-en-Bresse).
La commune est desservie par le réseau de transports interurbain de la région Bourgogne Franche-Comté Mobigo : la ligne 311 relie la gare routière de Dole à l'arrêt de bus de Pesmes situé sur la place. Les gares ferroviaires les plus proches sont celles d'Auxonne, d'Orchamps et de Dole-Ville desservies par la ligne TER reliant Besançon-Viotte à Dijon-Ville.
À 30 minutes de Pesmes par la route, l'aéroport de Dole propose en 2022 des liaisons aériennes régulières vers Londres, Marrakech, Fès, Porto et Bastia. Les aéroports internationaux les plus proches de Pesmes sont l'aéroport international de Genève (173 km), l'aéroport de Bâle-Mulhouse-Fribourg (203 km) et l'aéroport de Lyon-Saint-Exupéry (222 km).

### Toponymie
Le nom de Pesmes pourrait dériver de l'association de deux racines celtiques: *pech- ou *pes- renvoyant à l'idée de hauteur et *maen- qui signifie rocher. Ces racines auraient subi des déformations successives pour donner Pes Mae puis Pesmes.

## Histoire

### Époque moderne
Après avoir appartenu au Saint Empire Germanique, au duché de Bourgogne, aux Pays-Bas bourguignons, Pesmes devient française en 1678, sous Louis XIV, par les traités de Nimègue.
Seigneurie puis baronnie avant d'être érigée en marquisat en mai 1754, Pesmes doit son origine à son premier château érigé au Xe siècle par l'ancêtre de Guillaume Ier de Pesmes. Cette famille, dont l'origine est inconnue, va régner sur Pesmes jusqu'en 1327 avant d'être remplacée par celle des Grandson. Un peu plus d'un siècle plus tard le dernier de la maison de Grandson, Jean II, engageait ses terres de Pesmes auprès de Thiébaud VIII de Neuchâtel-Bourgogne permettant ainsi à ce dernier d'endosser le titre de seigneur de Pesmes. Son héritière, Bonne de Neuchâtel-Bourgogne, faisait entrer la seigneurie de Pesmes dans la famille de La Baume-Montrevel.

### Époque contemporaine

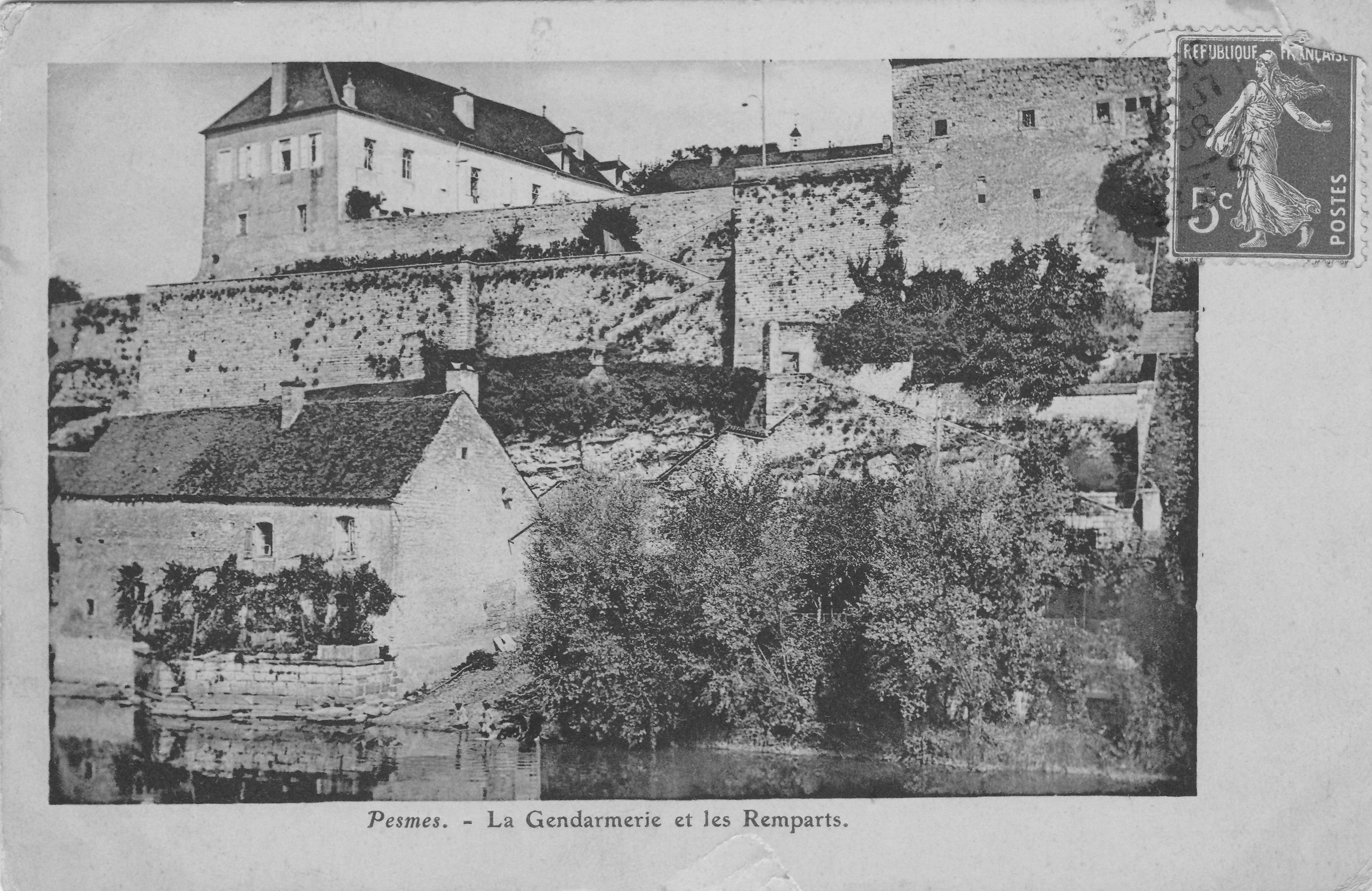
Pesmes vers 1908.

## Politique et administration

Carte départementale représentant en rouge la Communauté de communes du val de Pesmes.

### Découpage territorial
La commune fait partie de l'arrondissement de Vesoul du département de la Haute-Saône, en région Bourgogne-Franche-Comté. Pour l'élection des députés, elle dépend de la première circonscription de la Haute-Saône.
Elle était depuis 1793 le chef-lieu du canton de Pesmes. Dans le cadre du redécoupage cantonal de 2014 en France, la commune est désormais rattachée au canton de Marnay.
La commune était le siège de la petite communauté de communes du val de Pesmes, créée par un arrêté préfectoral du 12 décembre 2002, et qui prenait la suite du Syndicat intercommunal de développement et d’aménagement du canton de Pesmes.
Dans le cadre des dispositions de la loi portant nouvelle organisation territoriale de la République (Loi NOTRe) du 7 août 2015, qui prévoit que les établissements publics de coopération intercommunale (EPCI) à fiscalité propre doivent avoir un minimum de 15 000 habitants (et 5 000 habitants en zone de montagnes), le préfet de la Haute-Saône a présenté en octobre 2015 un projet de révision du schéma départemental de coopération intercommunale (SDCI) qui prévoit notamment la scission de cette communauté de communes et le rattachement de certaines de ses communes à la communauté de communes du Val marnaysien et les autres communes à celle du Val de Gray,.
Malgré l'opposition du Val de Pesmes, le SDCI définitif, approuvé par le préfet le 30 mars 2016, a prévu l'extension : 
- du Val Marnaysien aux communes de Bard-lès-Pesmes, Berthelange, Brésilley, Chancey, Chaumercenne, Courcelles-Ferrières, Corcondray, Etrabonne, Ferrières-les-Bois, Malans, Mercey-le-Grand, Montagney, Motey-Besuche, Villers-Buzon, portant le nouvel ensemble à 13 784 habitants, selon le recensement de 2013 ;
- Val de Gray aux communes d'Arsans, Broye-Aubigney-Montseugny, Chevigney, La Grande-Résie, La Résie-Saint-Martin, Lieucourt, Pesmes, Sauvigney-lès-Permes, Vadans, Valay et Venère, portant le nouvel ensemble à 20 807 habitants[19].

C'est ainsi que la commune est désormais membre depuis le  1er janvier 2017 de la Communauté de communes Val de Gray.

### Administration municipale

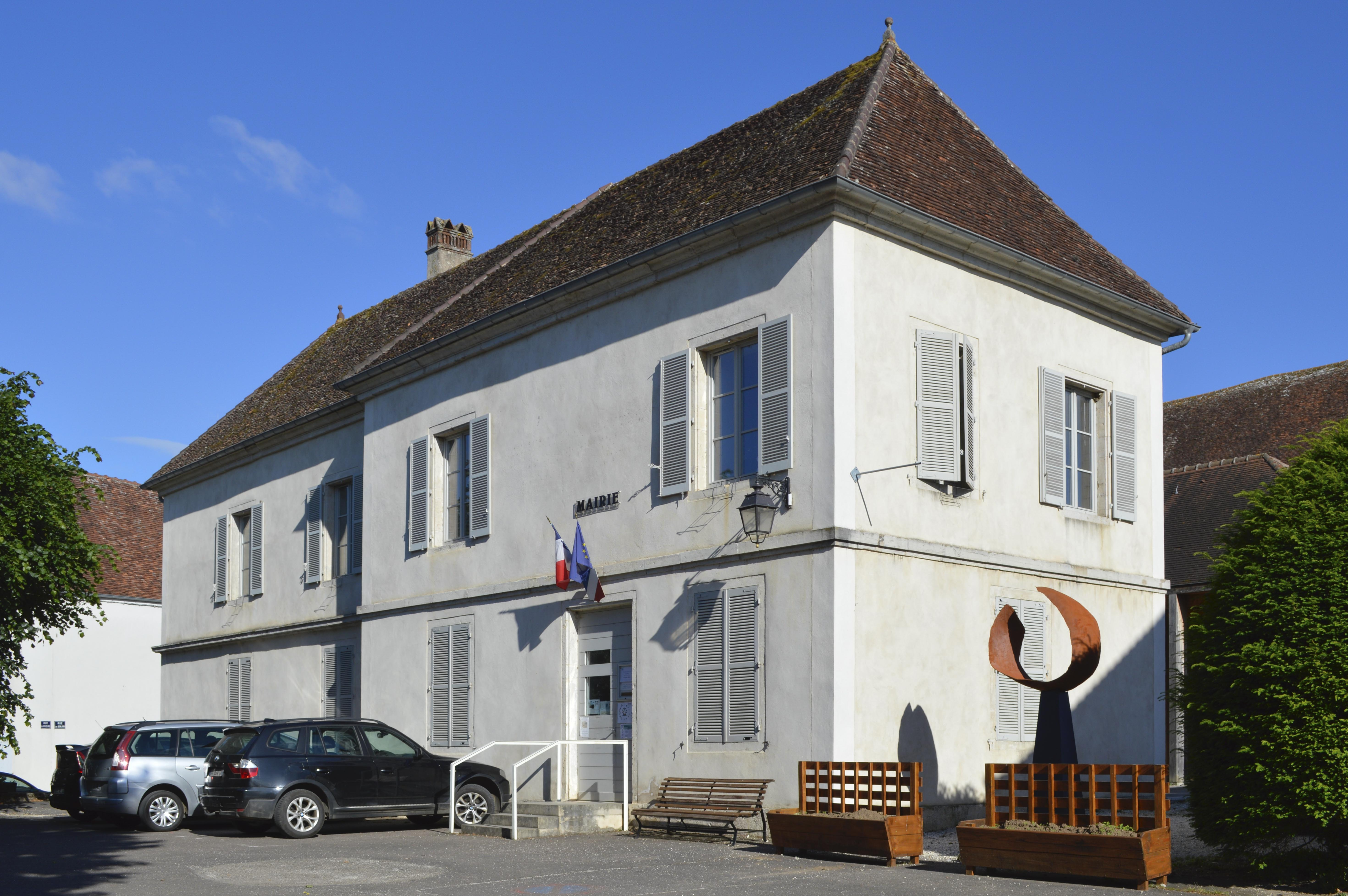
La mairie de Pesmes.

Comme toute commune dont la population est comprise entre 500 et 1 499 habitants, le conseil municipal de Pesmes est actuellement composé de quinze membres. Il est élu au scrutin proportionnel de liste, à deux tours avec prime majoritaire. Le maire actuel de la commune est Frédéric Henning, né en 1965, élu le 23 mars 2014 et réélu le 18 mai 2020.

### Liste des maires
| Période                                  | Période                       | Identité         | Étiquette | Qualité |
| ---------------------------------------- | ----------------------------- | ---------------- | --------- | --- |
| Les données manquantes sont à compléter. |                               |                  |           | |
| mars 1977                                | 1995                          | Bernard Joly     | PRV       | Chirurgien-dentiste Sénateur de Haute-Saône (1976 → 2001) Conseiller général de Pesmes (1995 → 2004)                             |
| mars 2001                                | mars 2008                     | Jean Migeon      | UMP       | Conseiller général de Pesmes (2001 → 2008)                                                                                       |
| mars 2008                                | 2014                          | Jean-Claude Gay  | MoDem     | Ancien gestionnaire de collège Conseiller général de Pesmes (2008 → 2014)                                                        |
| 2014                                     | En cours (au 16 juillet 2020) | Frédéric Henning | UMP → LR  | Vice-président de la CC Val de Pesmes (2014 → 2016) Vice-président de la CC Val de Gray (2017 → ) Réélu pour le mandat 2020-2026 |

### Jumelages
Pesmes est jumelée avec :
- Alsheim (Allemagne), ville de 2 861 habitants (en 2020) située au pied des collines de la Hesse rhénane dans le Land de Rhénanie-Palatinat. La convention de jumelage a été signée en 1974.

## Population et société

### Démographie
L'évolution du nombre d'habitants est connue à travers les recensements de la population effectués dans la commune depuis 1793. Pour les communes de moins de 10 000 habitants, une enquête de recensement portant sur toute la population est réalisée tous les cinq ans, les populations de référence des années intermédiaires étant quant à elles estimées par interpolation ou extrapolation. Pour la commune, le premier recensement exhaustif entrant dans le cadre du nouveau dispositif a été réalisé en 2006.

En 2022, la commune comptait 1 082 habitants, en évolution de −0,92 % par rapport à 2016 (Haute-Saône : −1,4 %, France hors Mayotte : +2,11 %).
| 1793  | 1800  | 1806  | 1821  | 1831  | 1836  | 1841  | 1846  | 1851  |
| ----- | ----- | ----- | ----- | ----- | ----- | ----- | ----- | ----- |
| 1 650 | 1 668 | 1 824 | 1 548 | 1 614 | 1 784 | 1 769 | 1 770 | 1 712 |

| 1856  | 1861  | 1866  | 1872  | 1876  | 1881  | 1886  | 1891  | 1896  |
| ----- | ----- | ----- | ----- | ----- | ----- | ----- | ----- | ----- |
| 1 637 | 1 825 | 1 785 | 1 477 | 1 439 | 1 223 | 1 160 | 1 166 | 1 225 |

| 1901  | 1906  | 1911  | 1921 | 1926 | 1931 | 1936 | 1946 | 1954 |
| ----- | ----- | ----- | ---- | ---- | ---- | ---- | ---- | ---- |
| 1 315 | 1 194 | 1 154 | 857  | 866  | 771  | 782  | 815  | 804  |

| 1962 | 1968 | 1975 | 1982 | 1990  | 1999  | 2006  | 2011  | 2016  |
| ---- | ---- | ---- | ---- | ----- | ----- | ----- | ----- | ----- |
| 854  | 924  | 934  | 985  | 1 006 | 1 057 | 1 107 | 1 114 | 1 092 |

| 2021  | 2022  | - | - | - | - | - | - | - |
| ----- | ----- | - | - | - | - | - | - | - |
| 1 077 | 1 082 | - | - | - | - | - | - | - |

### Sports et loisirs
La commune abrite un club de football, l'US Val de Pesmes,
Pesmes abrite un stade, le stade Denis Grandperrin, une salle multisports, le gymnase du Val de Pesmes et une base nautique.

### Cultes
Pesmes dispose d'un lieu de culte catholique, l'église Saint-Hilaire. Au sein du diocèse de Besançon, le doyenné de la Plaine de Gray regroupe six paroisses dont celle du Val de Pesmes à laquelle appartient la commune.

## Équipements et services publics

### Enseignement

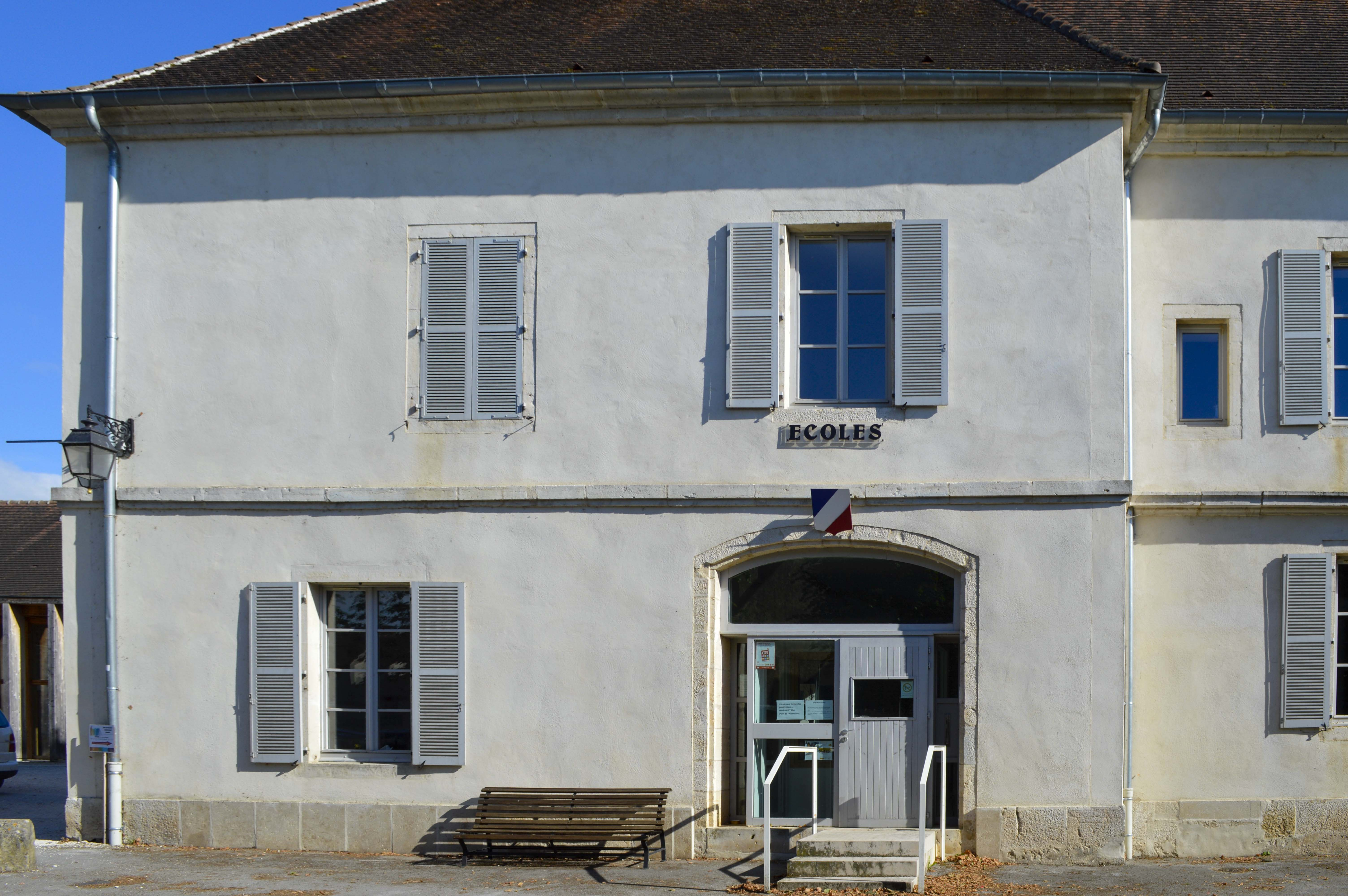
L'école primaire de Pesmes.

La commune fait partie de l'académie de Besançon, dans la zone A du calendrier scolaire. Dans l'enseignement primaire, la ville compte une école primaire publique qui accueillait plus de 120 élèves pour l'année scolaire 2021-2022. Concernant l'enseignement secondaire, le collège public Jacques Prevost de Pesmes accueille près de 400 élèves tandis que les lycées les plus proches sont situés à Auxonne, Dole et Gray.

### Santé
La commune de Pesmes dispose d'une maison de santé ouverte en 2014 et qui regroupe en 2022 quatre médecins généralistes, quatre infirmiers, une chirurgien-dentiste, deux masseurs-kinésithérapeutes, une orthophoniste, une podologue et un ostéopathe. Une pharmacie se trouve au centre-ville tandis que les hôpitaux les plus proches sont le Centre Hospitalier d'Auxonne (18 km) et le Centre Hospitalier Louis Pasteur de Dole (25 km).

### Sécurité, justice et secours
La sécurité de la commune est assurée par la brigade de gendarmerie nationale de proximité de Pesmes qui dépend de la communauté de brigades (COB) de Marnay et du groupement de gendarmerie départementale de la Haute-Saône à Vesoul.
En matière de justice, la commune dépend du tribunal judiciaire de Vesoul, du conseil de prud'hommes de Vesoul, du tribunal pour enfants de Vesoul, du tribunal de commerce de Vesoul et du tribunal administratif de Besançon. Elle est rattachée à la cour d'appel de Besançon et à la cour administrative d'appel de Nancy.
Pesmes est équipée d'un centre de première intervention (CPI) du service Départemental d'Incendie et de Secours de Haute-Saône, dépendant du centre d'intervention de Valay et du centre d'intervention principal de Gray.

## Économie

### Revenus de la population et fiscalité
En 2019 (données Insee publiées en janvier 2022), la commune comptait 522 ménages fiscaux, 1 059 personnes dans les ménages fiscaux, et un revenu fiscal médian déclaré par unité de consommation de 21 100 € contre une moyenne de 20 840 € au niveau départemental, ce qui plaçait Pesmes au 18 397e rang parmi les 31 361 communes de plus de 34 ménages en métropole.

### Entreprises
En 2021, la commune comptait six entreprises de plus de 5 salariés :
| Nom                          | Effectif | Activité                              |
| ---------------------------- | -------- | ------------------------------------- |
| Renobat                      | 11       | Construction de maisons individuelles |
| BQ+A Architectes et associés | 8        | Cabinet d'architectes                 |
| Carrefour Contact            | 8        | Supermarché                           |
| Les Jardins Gourmands        | 8        | Restaurant                            |
| Clairalu                     | 7        | Découpage, emboutissage               |
| Hôtel de France              | 6        | Hôtel restaurant                      |

### Principaux secteurs d'activité

#### Agriculture
Le tableau suivant présente l'évolution des principaux indicateurs concernant l'activité agricole à Pesmes sur une période de 22 années :
|                                   | 1988 | 2000 | 2010 |
| --------------------------------- | ---- | ---- | ---- |
| Nombre d’exploitations            | 10   | 8    | 7    |
| Surface Agricole Utile (SAU) (ha) | 737  | 879  | 558  |
| Cheptel (nombre de têtes)         | 120  | 113  | 502  |
| Terres labourables (ha)           | 565  | 794  | 473  |
| Superficie toujours en herbe (ha) | 163  | 84   | 84   |

#### Commerce
En tant que bourg-centre, Pesmes compte plusieurs commerces dont la plupart sont situés au centre de la localité : un supermarché, un hôtel, deux restaurants, deux bars, deux boulangeries, une pharmacie, une jardinerie, un magasin de bois et matériaux, une librairie, un tabac-presse et une station service.

## Culture locale et patrimoine

### Édifices civils

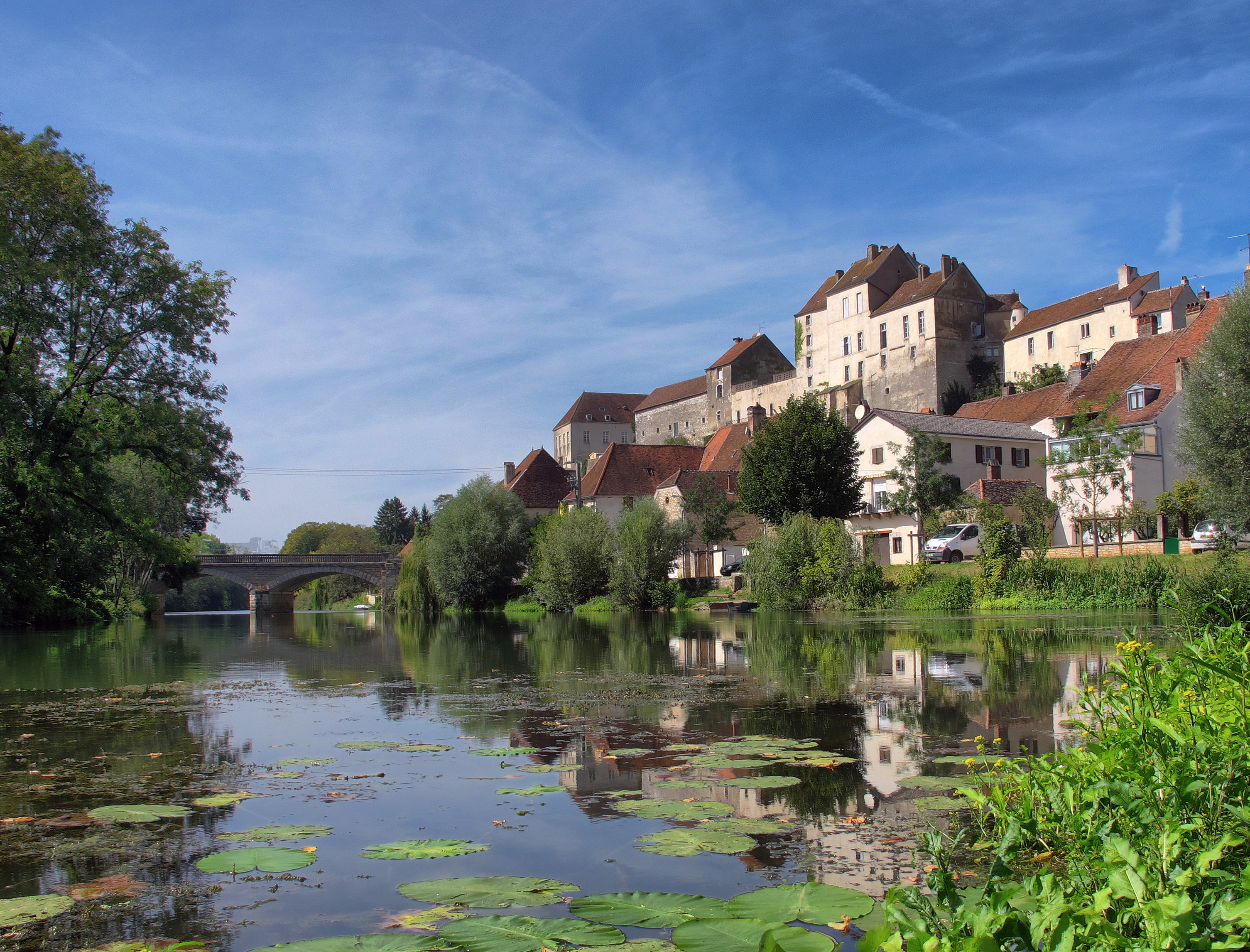
Enceinte médiévale de Pesmes.

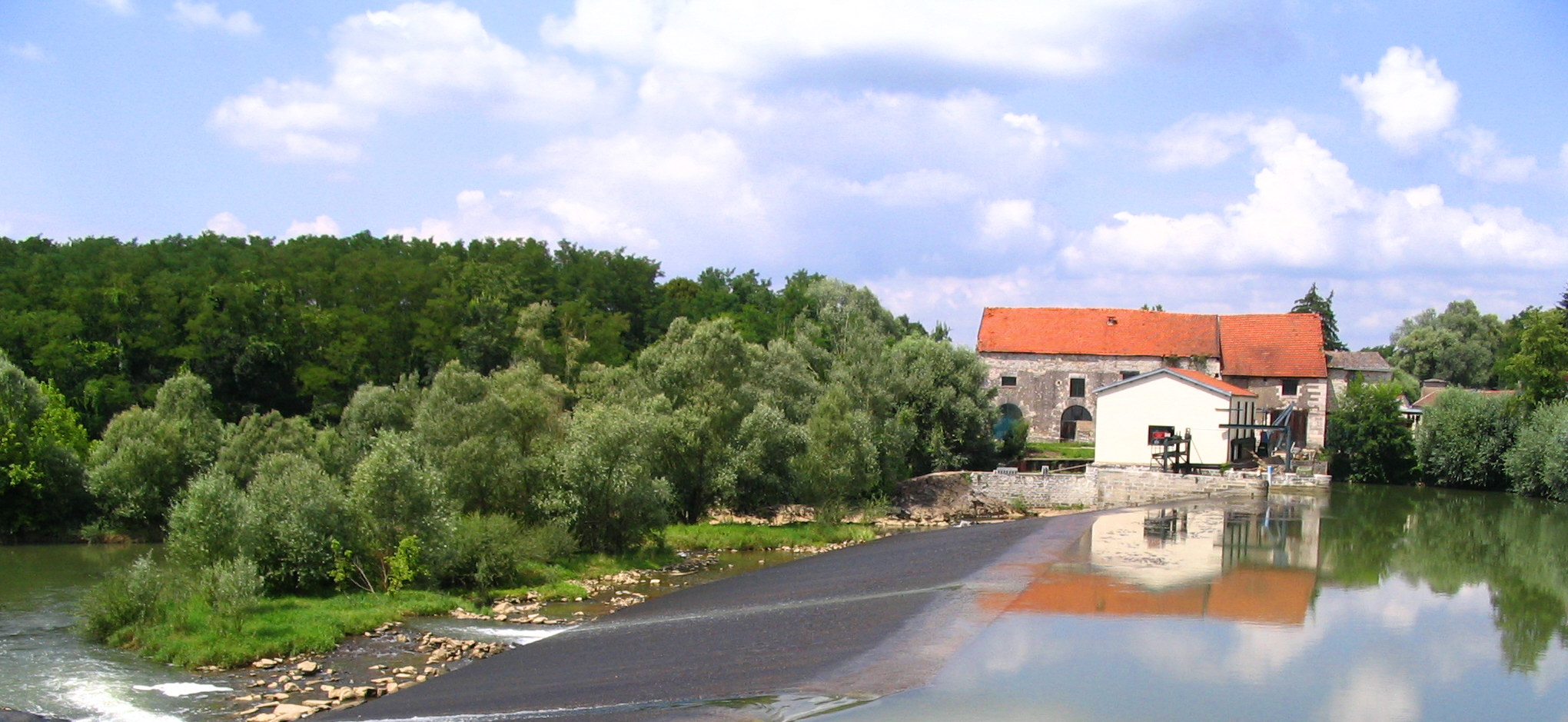
Forges de Pesmes.

- Château des Forges (XVIIIe siècle), inscrit MH depuis 1993[37].
- Château Rouillaud (XVe siècle), inscrit MH depuis 1977[38].
- Enceinte médiévale de Pesmes (XIIIe siècle), partiellement inscrite MH depuis 1993[39].
- Maison Granvelle (XVIe siècle), inscrit MH depuis 1934[40].
- Fortifications (XVIe siècle), partiellement inscrites MH depuis 1993[41].
- Château (XVe siècle), inscrit MH depuis 1989[42].
- Maison royale (XVe siècle), inscrite MH depuis 1991[43].
- Château (XVe siècle)[44].
- Château-fort (Xe siècle (détruit), XVe siècle)[45].
- Fontaines (XIXe siècle)[46],[47].
- Forges de Pesmes (XVIIe siècle)[48].
- Mairie (XVIIIe siècle)[49].
- Maisons et fermes (du XVIe au XIXe siècle)[50].
- Moulins (XVIIIe siècle)[51],[52].
- Pont (XVIIIe siècle)[53].
- Tuilerie (XIXe siècle)[54].
- Fontaine de Coulances.

### Édifices religieux

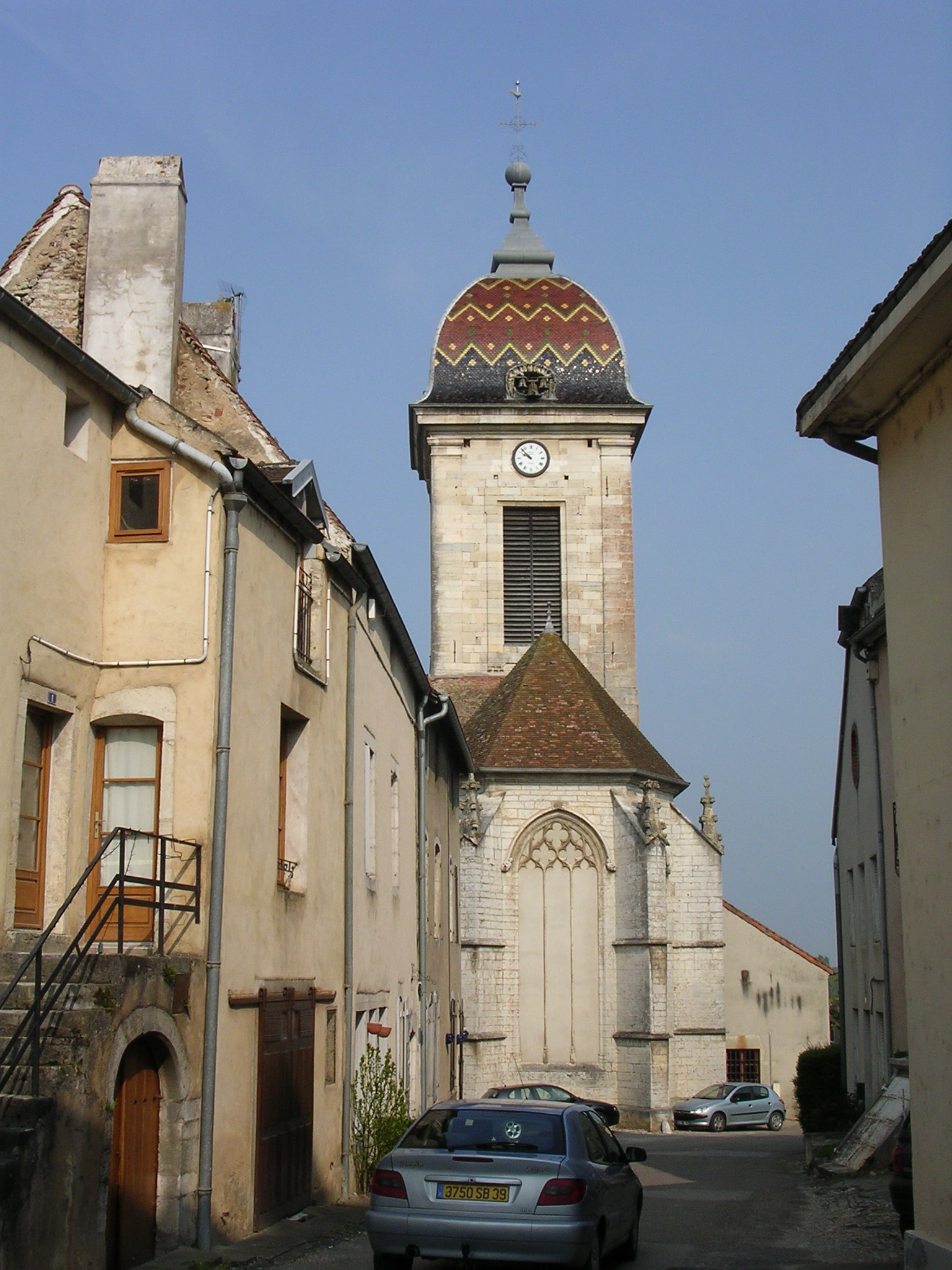
Le clocher de l'église Saint-Hilaire.

- Église Saint-Hilaire (XIIe siècle), classée MH depuis 1903[55].
- Église Saint-Paul (XVe siècle)[56].
- Croix Saint-Roch (XIVe siècle), classée MH depuis 1977[57].
- Croix de cimetière de Pesmes (XVIe et XVIIe siècles), classée MH depuis 1903[58],[59].
- Prieuré de Pesmes (XVIe siècle), inscrit MH depuis 1985[60]
- Chapelle Saint-Roch (antérieure au XVIIIe siècle)[61].
- Chapelle Saint-Roch, dite nouvelle chapelle (XVIIIe siècle)[62].
- Couvent des capucins (XVIIe siècle)[63].
- Croix de chemin XIXe siècle)[64].
- Croix monumentale (XIXe siècle)[65].
- Oratoire (XIXe siècle)[66].
- Prieuré de Saint-Hilaire, devenu Saint-Léger, puis Notre-Dame (XVIe siècle)[67].

### Personnalités liées à la commune
- Jean d'Andelot (mort en 1556), premier écuyer de Charles Quint, blessé par un coup d'épée à la joue, lors d'un corps à corps avec François Ier, à la bataille de Pavie. Repose dans la chapelle Andelot de l'église de Pesmes
- Louis Gollut  (1535-1595), avocat au parlement de Dole, et chroniqueur, né à Pesmes.
- Pierre Matthieu (1563-1621), écrivain, poète, dramaturge et historiographe, né à Pesmes.
- Christophe de Raincourt (1601-1638) Gouverneur de Pesmes pendant la guerre de Dix ans
- André Poncet (1755-1838), général de division et maire de Pesmes, né à Pesmes.
- Xavier Guichard (1870 - 1947), commissaire de police, chef de la Sûreté, directeur de la Police Judiciaire, archéologue, vice-président de la Société préhistorique française et écrivain, né à Pesmes.
- Famille Quirot (anciennement de Corbeton). Élisabeth épouse de Roger Girardot (1908-1985), docteur en médecine, Compagnon de la Libération, Chevalier de la Légion d'Honneur, et Jean Quirot, son frère, médecin également ; résidants à Pesmes.
- Salima Machamba (1874–1964), dernière reine de Mohéli, morte et enterrée à Pesmes. Elle abandonne son royaume à la France, en 1902, pour vivre son amour avec un Camille Paule, gendarme bourguignon, rencontré sur l'île de La Réunion[68].
- Alfred Beyl (1886-1977), double champion de France de cyclisme, né à Pesmes.
- Antoine-Charles-Thérèse Borel, peintre miniaturiste né à Pesmes.
- Henri-Paul Rey, sculpteur né à Pesmes.

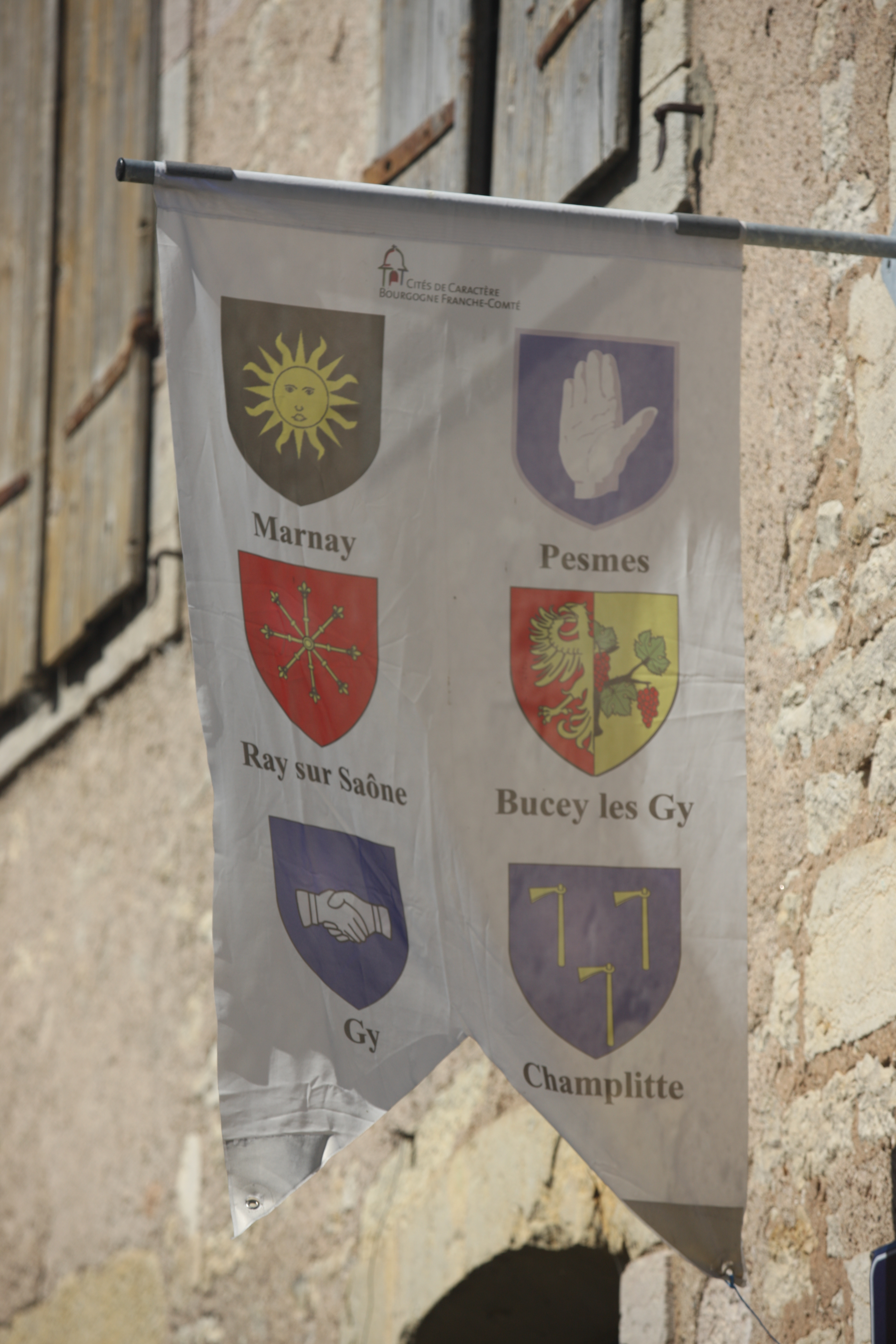
Petites cités comtoises de caractère

- Petites cités comtoises de caractèreBernard Joly, chirurgien-dentiste, sénateur de Haute-Saône (1995-2004), conseiller général du canton de Pesmes (1976-2001), maire de Pesmes (1977-1995). Président fondateur de l'association des « Petites cités comtoises de caractère ».
- Pierre Mercier (1975-), quadruple champion du monde  de nunchaku, réside à Pesmes.
- Alain Menegon, lithographe et aquarelliste, réside à Pesmes.
- Denis Pérez, sculpteur, réside à Pesmes.
- Jacques Prévost (XVIe siècle), auteur du triptyque (1561) de l'église Saint-Hilaire, né à Pesmes.
- Sires de Pesmes.
- Jean-Marie Suchet (1819-1904), homme d'église et académicien, y est né.

### Héraldique
|  | Les armes de la commune se blasonnent ainsi : D’azur à la main dextre appaumée d’argent. |